# Otmar Nádherný z Borutína
Otmar Nádherný z Borutína, celým jménem Otmar Karel Ludvík Maria Nádherný z Borutína, německy též Othmar Nadherny von Borutin (8. srpna 1840 Praha – 12. září 1925 Jistebnice), byl rakouský a český šlechtic z rodu Nádherných z Borutína a politik, v 2. polovině 19. století a počátkem 20. století poslanec Českého zemského sněmu.

## Biografie
Byl šlechtického původu. Měl rytířský, od 13. května 1898 baronský titul. Založil adršpašskou větev rodu. Patřilo mu panství Chotoviny a Jistebnice, podle jiného zdroje Jistebnice, Medřice a Vlásenice na Táborsku. Sloužil v rakouské armádě, kde dosáhl hodnosti rytmistra.
Angažoval se ve vysoké politice. V doplňovacích volbách v dubnu 1875 se místo Karla Wallise stal poslancem Českého zemského sněmu. Reprezentoval velkostatkářskou kurii, nesvěřenecké velkostatky. Mandát obhájil v řádných zemských volbách v roce 1878. Na rozdíl od svého bratra Jana Nádherného z Borutína patřil do frakce ústavověrného velkostatku, která se profilovala centralisticky a provídeňsky. Na sněm se ještě vrátil ve volbách v roce 1901. Rezignoval roku 1903.
Zemřel v září 1925.